# USS John F. Kennedy (CVN-79)
USS John F. Kennedy (CVN-79) je letadlová loď Námořnictva Spojených států, která je stavěna od roku 2015. Jedná se o druhou loď třídy Gerald R. Ford. Pojmenována je podle 35. prezidenta USA Johna Fitzgeralda Kennedyho.
Přípravné a konstrukční práce na plavidle byly v loděnicích Newport News Shipbuilding v Newport News zahájeny v roce 2010. Slavnostní založení kýlu lodi proběhlo 22. srpna 2015. Do služby měla být USS John F. Kennedy dle tehdejších plánů zařazena v červnu 2022. V únoru 2017 byla stavba lodi dokončena z 25 %. Dne 29. října 2019 byla loď spuštěna na vodu. Námořnictvu by měla být dodána v roce 2025.